# Portëz
Portëz è una frazione del comune di Fier in Albania (prefettura di Fier).
Fino alla riforma amministrativa del 2015 era comune autonomo, dopo la riforma è stato accorpato, insieme agli ex-comuni di Cakran, Dermenas, Frakull, Levan, Libofshë, Mbrostar, Qënder, Topojë a costituire la municipalità di Fier.

## Località
Il comune era formato dall'insieme delle seguenti località:
- Portez
- Mbyet
- Plyk
- Kraps
- Lalar
- Patos fsha